# Concierto de Tango en el Philarmonic Hall de New York
Concierto de Tango en el Philarmonic Hall de New York es un álbum de estudio por el bandoneonista de tango argentino Astor Piazzolla, grabado y editado en Argentina en 1965 por el sello Polydor Records. En su momento se presentó como un álbum en vivo registrado en el Philarmonic Hall de Nueva York, pero lo cierto es que fue grabado en un estudio en Buenos Aires.

## Historia
En 1965 el Quinteto viajó por primera vez a Estados Unidos como parte de una amplia delegación cultural que incluyó a Edmundo Rivero, Los Huanca Hua y al compositor Mario Davidovsky. Se presentó en Washington D. C., en Mount Vernon, en el Estado de Virginia y en el Philharmonic Hall del Lincoln Center, en Manhattan. Se trataba de un concierto a beneficio de la Sociedad de Lucha contra el Cáncer de los Estados Unidos. El periódico The New York Times el 26 de mayo envió a cubrir la actuación del quinteto a Robert Shelton, el periodista que descubrió a Bob Dylan y Joan Báez, y quien fuera un temprano defensor de Frank Zappa. De esa gira en Estados Unidos se editó el álbum Concierto de tango en el Philharmonic Hall de Nuevo York, pero el concierto verdadero no fue grabado, el sello discográfico cuyo productor era Santos Lipesker registro un álbum con las mismas canciones y con la impresión de ser un álbum en vivo. Las sesiones de grabación se llevaron a cabo en 1965 en un estudio de la calle Córdoba entre Maipú y Florida. En el álbum aparte de que se registraron piezas pertenecientes a Astor Piazzolla, aparecen nueve composiciones que nunca antes se habían grabado, entre ellas «Tango diablo», «Romance del diablo», y «Vayamos al diablo», «Canto de octubre», «Mar del Plata 70», «Todo Buenos Aires», «Milonga del Ángel», «Resurrección del Ángel» y «La Mufa», mientras que «Milonga del ángel» ha quedado por sobre los temas como un clásico en el repertorio de Piazzolla.

## Lanzamiento y publicaciones
El álbum se editó en 1965 solo en Argentina, tanto en sonido tanto monofónico como esterefónico. Fuera del país se editó recién en 1974 en Italia y Japón por Polydor y Philips respectivamente, la edición japonesa hace uso de la misma portada que Concierto para Quinteto. La primera edición en CD vio la luz en Japón en 1992 por el sello Polydor (Universal Music Group lo reeditó en CD en ese país en 2021), mientras que en Argentina se reeditó en ese formato en 2006 por Universal Music.

## Lista de temas
Todas las canciones escritas y compuestas por Astor Piazzolla, excepto donde se indica. 
| Lado A |                             |          |  |
| N.º    | Título                      | Duración |  |
| 1.     | «Tango Diablo» (4:15)       |          |  |
| 2.     | «Romance del Diablo» (5:30) |          |  |
| 3.     | «Vayamos al Diablo» (1:50)  |          |  |
| 4.     | «Canto de Octubre» (7:00)   |          |  |
| 5.     | «Mar Del Plata 70» (3:20)   |          |  |

| Lado B |                                 |          |  |
| N.º    | Título                          | Duración |  |
| 1.     | «Todo Buenos Aires» (4:00)      |          |  |
| 2.     | «Milonga del Ángel» (5:35)      |          |  |
| 3.     | «Resurrección del Ángel» (6:00) |          |  |
| 4.     | «La Mufa» (6:00)                |          |  |

## Créditos
- Bandoneón – Astor Piazzolla[6]
- Contrabajo – Kicho Díaz
- Guitarra eléctrica – Oscar López Ruiz
- Piano – Jaime Gosis
- Violín – Antonio Agri